# Frankfurt-Zeilsheim
Zeilsheim ist seit dem 1. April 1928 ein Stadtteil von Frankfurt am Main. Die Einwohnerzahl beträgt 12.857.

## Geographie
Zeilsheim grenzt im Westen an die Gemeinde Kriftel (Main-Taunus-Kreis) und die Stadt Hofheim am Taunus (Main-Taunus-Kreis), im Norden an die Gemeinde Liederbach am Taunus (Ortsteil Oberliederbach, Main-Taunus-Kreis), im Nordosten an den Stadtteil Frankfurt-Unterliederbach, im Osten an den Stadtteil Frankfurt-Höchst und im Südosten an den Stadtteil Frankfurt-Sindlingen.
Im Norden und Westen wird der Stadtteil durch die Bundesautobahn 66 Wiesbaden-Frankfurt begrenzt.

### Verkehrsanbindung

#### Motorisierter Individualverkehr
Die Hauptverkehrsstraße des Stadtteils ist die Landesstraße 3018, die nach Wiesbaden-Medenbach führt. Sie trägt innerhalb des Stadtteils die Namen Pfaffenwiese und Hofheimer Straße und ist die Hauptachse des öffentlichen Personennahverkehrs. Weil die Pfaffenwiese ortseinwärts zu Beginn als Einbahnstraße ausgewiesen ist, wird der Verkehr ortsauswärts über die Straßen Neu-Zeilsheim, Pfortengartenweg und Alt-Zeilsheim Richtung Hofheim geleitet.

#### Stadtbusverkehr
Zeilsheim ist durch vier Frankfurter Omnibuslinien (53, X53, M55, 57) erschlossen. Auf den Hauptachsen Pfaffenwiese und Alt-Zeilsheim/West-Höchster Straße besteht tagsüber ein 5-10-Minuten-Takt, nachts ein 30-Minuten-Takt.

#### Schienenpersonennahverkehr (SPNV)
Seit dem 13. Mai 2007 existiert der Bahnhof Zeilsheim der S-Bahn Rhein-Main an der Main-Lahn-Bahn ca. 500 m außerhalb von Zeilsheim. Der Südbahnsteig liegt bereits in der Gemarkung Sindlingen. Hier verkehrt die S-Bahnlinie 2 (Niedernhausen – Eppstein – Hofheim – Frankfurt(Main)Höchst – Frankfurt Hbf – Frankfurt Konstablerwache – Offenbach(Main) – Dietzenbach) täglich im 30-Minuten-Takt, in den Hauptverkehrszeiten im 15-Minuten-Takt.

### Siedlungen
Zeilsheim besitzt an der bezeichnend benannten Straße Alt-Zeilsheim einen historischen Ortskern mit weitgehend dörflichem Charakter. Daneben existieren seit Beginn des 20. Jahrhunderts mehrere Siedlungen aus verschiedenen Epochen.

#### Kolonie

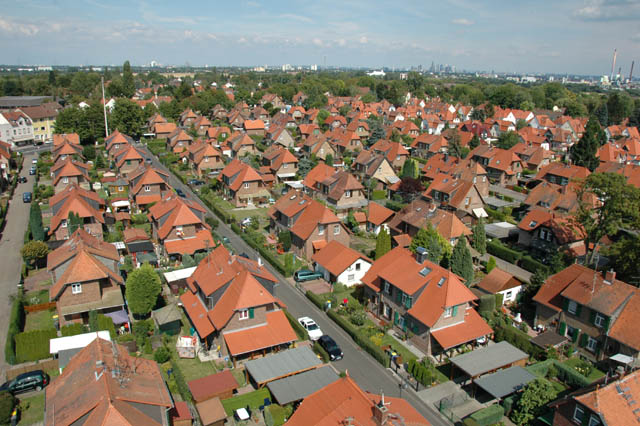
Blick auf die Kolonie

Die Zeilsheimer Kolonie war die erste Siedlung, die das Wohnungsangebot innerhalb des damaligen Dorfs spürbar erhöhte. Sie wurde ab 1899 von den damaligen Farbwerken Höchst in Auftrag gegeben und sollte den Mitarbeitern günstiges Wohnen in unmittelbarer Nähe zum Werksgelände ermöglichen. Eine ähnliche Siedlung ist das Heimchen in Unterliederbach. Es gab verschiedene Häusertypen mit unterschiedlicher Ausstattung. Der geläufigste war eine Doppelhaushälfte mit kleinem Garten, Stall und Toilette. Diese Häuser sind im Jugendstil erbaut und fallen durch ihre durchgängige Backsteinfassade auf. Heute stehen sie unter Denkmalschutz. Die Hauptstraße der Siedlung heißt Neu-Zeilsheim. Fast alle Querstraßen dazu sind alphabetisch von Süden nach Norden geordnet. Den Mittelpunkt bildet die 1912 eingeweihte Kirche. Am westlichen Rand wurde 1902 die Käthe-Kollwitz-Schule erbaut.

#### Steinrutsch
Am Welschgraben, der westlichen Grenze der Stadt Frankfurt, entstand in den 1930er Jahren mit finanzieller Unterstützung der I.G. Farben eine Siedlung, die sich im Stil klar gegen den Trend des Bauhauses richtete. Heute befinden sich dort überwiegend Einfamilienhäuser.

#### Taunusblick und Märchensiedlung
Im Norden und Südosten des Stadtteils entstanden die Siedlungen Taunusblick und Märchensiedlung. Der Name der nördlichen Siedlung verdeutlicht, dass man mangels Bebauung der angrenzenden Gemeinden bei gutem Wetter die Berge des Taunus erkennen kann. Seit 40 Jahren sieht man allerdings auch die Leuchtreklame des nicht weit entfernten Main-Taunus-Zentrums. Ein Nachteil der guten Verkehrslage ist die direkt angrenzende Bundesautobahn 66.
Die Märchensiedlung befindet sich südlich der Pfaffenwiese. Die Fassaden der Häuser zeigen Bilder aus Märchen der Brüder Grimm. Eine Bushaltestelle an der Ecke Annabergstraße/Katzenstirn trägt den Namen „Märchensiedlung“. Während der NS-Diktatur und in den Jahren nach dem Krieg befand sich hier das sog. „Holzbarackenlager“ (s. u. zum DP-Lager).

#### Friedenau
Die Siedlung Friedenau wurde um 1950 gebaut und besteht aus vier Straßen, die nach Bergen im Taunus benannt wurden: Kellerskopfweg, Rabenkopfweg (Namensgeber der gleichnamigen Bushaltestelle), Risselsteinweg und Hesselbergweg.
Während der Rabenkopfweg, der Risselsteinweg und der Hesselbergweg charakteristisch aus Zweifamilien-Doppelhaushälften bestehen (die nach und nach als Einfamilien-Doppelhaushälften verkauft wurden), sticht der Kellerskopfweg aufgrund der besonderen Bauweise der kleineren Einfamilien-Doppelhaushälften und seinem straßeninternen Verein aus der Siedlung heraus. Auch besonders an dieser Siedlung ist das Hochhaus, das um 1969 erbaut wurde und nicht zum Siedlungsbild der Ein- und Zweifamilienhäuser passt. Die Friedenau ist die östlichste Siedlung Zeilsheims und grenzt den Stadtteil mit Ackerflächen an der Nord- und Ostseite von den Nachbarorten Liederbach, Unterliederbach und Höchst ab. Zudem sind alle vier Straßen direkt an die Pfaffenwiese angebunden, durch kleine Fußgängerwege miteinander verbunden und Sackgassen.

## Geschichte
Das Gräberfeld einer römischen Villa mit mindestens 34 Gräbern wurde 2004/2005 in der Flur „Langgewann“ ausgegraben. Der Stadtteil wurde wie die Stadt Frankfurt am Main 794 als eigenständiges Dorf Ciolfesheim erstmals urkundlich erwähnt.
Der Frieden von Zeilsheim, geschlossen am 5. Oktober 1463 unter einem Baum auf freiem Feld bei Zeilsheim, beendete die Mainzer Stiftsfehde von 1461 bis 1463. Das Friedenskreuz am Ortsausgang von Zeilsheim nach Münster erinnert dran.
1917 wurde Zeilsheim von der Stadt Höchst eingemeindet. 1928 wurde Höchst mitsamt seinen Stadtteilen selbst von der Stadt Frankfurt eingemeindet.
Ein kleines Heimatmuseum mit wechselnden Ausstellungen zur Stadtteilgeschichte ist der Öffentlichkeit zugänglich. Beheimatet ist das vom Heimat- und Geschichtsverein betriebene Museum am Anfang der Pfaffenwiese im früheren Spritzenhaus.

### Das jüdische DP-Lager
Bekannt wurde Zeilsheim durch sein DP-Lager für Displaced Persons, das im Oktober 1945 vom späteren israelischen Premierminister David BenGurion und im Februar 1946 von der ehemaligen amerikanischen First Lady Eleanor Roosevelt als Repräsentantin der Vereinten Nationen besucht wurde.
Im Oktober 1946 gab es etwa 3.570 Juden im Lager, fast alle Überlebende aus deutschen Konzentrationslagern in Polen. Das Lager hatte einige Schulen, eine jüdische Theatergruppe, eine Synagoge, ein Jazz-Orchester, einen Sportverein und eine Bücherei mit etwa 500 Büchern. Es gab zwei jiddische Zeitungen: Unterwegs und Undzer Mut (Unser Mut).
Am 15. November 1948 – der Staat Israel war inzwischen gegründet worden – löste die US-Armee das Lager auf. Die für das Lager requirierten Häuser wurden zurückgegeben, vorwiegend an Arbeiter der I.G. Farben im nahe gelegenen Höchst.
Das DP-Lager befand sich nördlich der Pfaffenwiese, im sog. „Steinbarackenlager“. Während der NS-Diktatur waren hier Fremdarbeiter und Zwangsarbeiter untergebracht, ebenso im südlich der Pfaffenwiese gelegenen „Holzbarackenlager“. Nach dem Kriegsende hatte die US-Armee in diesem Teil deutsche Kriegsgefangene untergebracht. Heute befindet sich hier die Märchensiedlung.
Seit 1988 erinnert ein kleines Denkmal im Bechtwaldpark hinter der Stadthalle an das frühere Auffang- bzw. Fremdarbeiterlager. Im DP-Lager befanden sich außerdem zwei Mahnmale für jüdische Terroropfer. Über ihren Standort und Verbleib ist Näheres nicht bekannt.

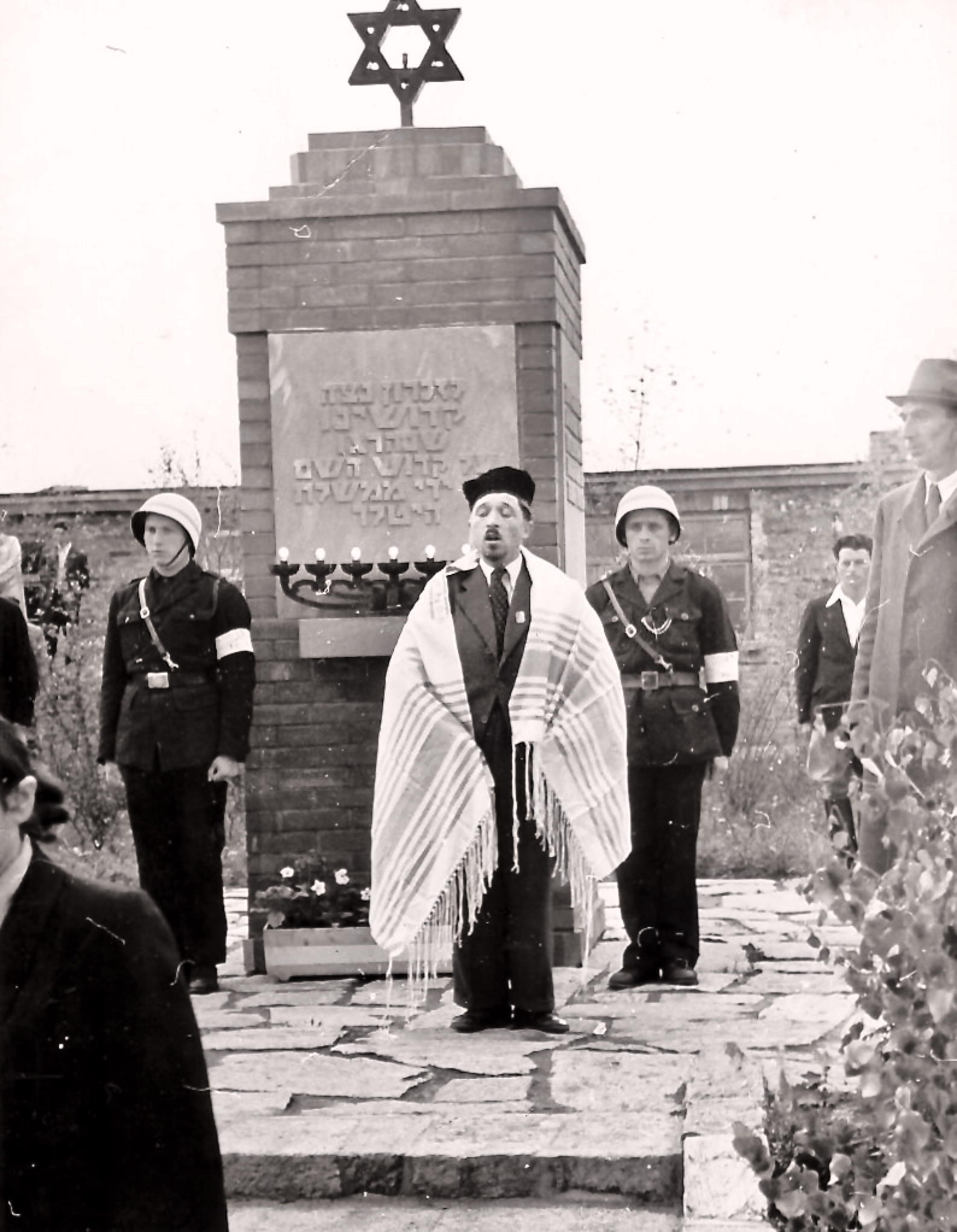
Einweihung des Denkmals für die Ermordeten der Schoáh im DP-Lager Frankfurt-Zeilsheim am 1. Jahrestag der Befreiung, dem 15. Mai 1946, mit Rabbiner Leon Thorn. Der Verbleib dieses Denkmals ist unbekannt.
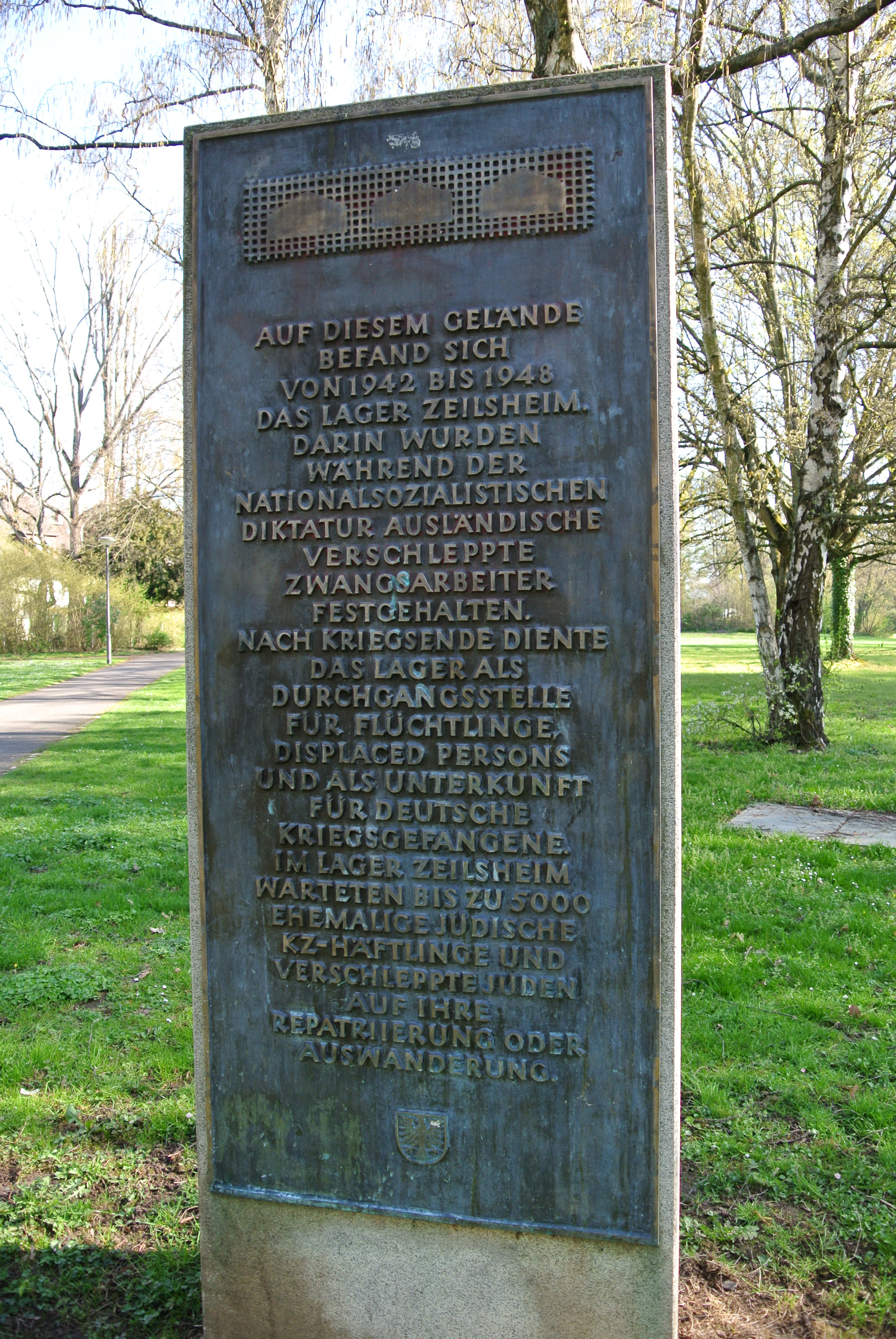
Das heutige Denkmal zur Erinnerung an das Arbeits- und DP-Lager

## Verwaltung
Zeilsheim ist in drei Stadtbezirke unterteilt: Nord, Süd und West.
Der Stadtteil gehört dem Bezirk Frankfurt-West des Ortsbeirats 6 an. Bei Bundestagswahlen ist Zeilsheim Teil des Wahlkreises Frankfurt I.

## Kirchen
Es gibt die Evangelische Kirche Zeilsheim, die katholische Kirche St. Bartholomäus, die Freie evangelische Gemeinde Zeilsheim sowie eine Gemeinde der Neuapostolischen Kirche.

## Vereine (Auswahl)
Im Vereinsring Zeilsheim e. V. sind fast 50 Vereine organisiert. Darunter befinden sich
- der ASC-Zeilsheim e. V.,
- das Deutsche Rote Kreuz – Ortsverband Zeilsheim,
- die DJK-SG 1929 Zeilsheim e. V.,
- die Freiwillige Feuerwehr Zeilsheim 1913 e. V.,
- das Kulturforum Zeilsheim e. V.,
- der Schützenverein 1960 Zeilsheim e. V.
- der Sportverein 1919 Zeilsheim e. V.,
- die Turngemeinde Zeilsheim 1885 e. V.,
- der Zeilsheimer Gewerbeverein e. V.,
- der Zeilsheimer Heimat- und Geschichtsverein e. V.,
- der 1. Zeilsheimer Karnevalclub 1956 e. V.
- der Radfahrer-Club 1903 Zeilsheim e. V. und
- der VfL Zeilsheim 1950 e. V.
- Kleingärtnerverein Taunusblick e. V.
- der Fanfarenzug Frankfurter Herolde 1995 e. V.

Der Vereinsring richtet regelmäßige Veranstaltungen aus, so den Zeilsheimer Nachmittag, das Froschbrunnenfest und den Weihnachtsmarkt.

## Persönlichkeiten, Söhne und Töchter Zeilsheims
- Nikolaus Fleckenstein (1906–1979), Politiker (CDU) und Gewerkschafter
- Arno Lustiger (1924–2012), Historiker; lebte im DP-Lager Zeilsheim
- Herbert Schilling (1930–2004), Boxeuropameister der Amateure 1951 im Halbweltergewicht
- Salomon Korn (* 1943), Vorsitzender der Jüdischen Gemeinde Frankfurt am Main; lebte im DP-Lager Zeilsheim
- Alfons Gerling (* 1944), Politiker (CDU), ehemaliger MdL
- Marek Lieberberg (* 1946), Konzertveranstalter
- Abe Frajndlich (* 1946), Fotograf
- Hadayatullah Hübsch (1946–2011), Schriftsteller und Imam der Nuur-Moschee
- Michael Gahler (* 1960), Politiker (CDU), MdEP
- Marcus Nispel (* 1963), Regisseur (Michael Bay’s Texas Chainsaw Massacre)
- Matthias Becker (* 1974), Fußballspieler
- Günter Salamon (1935–2020), Boxer